# Liste von Snooker-Auszeichnungen
Diese Liste zeigt alle Snooker Awards, die seit 1983 von World Snooker des Snooker und English Billiards Dachverbandes World Professional Billiards und Snooker Association (WPBSA) vergeben wurden. Ausgenommen von dieser Liste sind die Ehrung zur Aufnahme in die Snooker Hall of Fame.

## Preisträger

### 1983 bis 2008
Alle Angaben von :
| Jahr | Player of the Year      | Newcomer of the Year | Achievement of the Year | Special Award  | Services to Snooker   |
| ---- | ----------------------- | -------------------- | ----------------------- | -------------- | --------------------- |
| 1983 | Steve Davis             | nicht vergeben       | nicht vergeben          | nicht vergeben | Mike Watterson        |
| 1984 | Steve Davis             | nicht vergeben       | nicht vergeben          | Mike Green     | Clive Everton         |
| 1985 | Dennis Taylor           | nicht vergeben       | nicht vergeben          | n/a            | Del Simmonds          |
| 1986 | Steve Davis Joe Johnson | nicht vergeben       | nicht vergeben          | n/a            | Rex Williams          |
| 1987 | Steve Davis             | nicht vergeben       | Joe Johnson             | Jackie Rea     | Barry Hearn           |
| 1988 | Steve Davis             | nicht vergeben       | Steve James             | Fred Davis     | Howard Kruger         |
| 1989 | Steve Davis             | Martin Clark         | n/a                     | Nick Hunter    | n/a                   |
| 1990 | Stephen Hendry          | Nigel Bond           | n/a                     | n/a            | Joe Johnson           |
| 1991 | Stephen Hendry          | n/a                  | n/a                     | n/a            | n/a                   |
| 1992 | Stephen Hendry          | n/a                  | n/a                     | n/a            | n/a                   |
| 1993 | Stephen Hendry          | n/a                  | n/a                     | n/a            | n/a                   |
| 1994 | Ronnie O’Sullivan       | Fergal O’Brien       | n/a                     | n/a            | Ray Reardon           |
| 1995 | Stephen Hendry          | Tai Pichit           | Stephen Hendry          | John Higgins   | n/a                   |
| 1996 | Stephen Hendry          | n/a                  | Nigel Bond              | Ted Lowe       | Rick Waumsley         |
| 1997 | Stephen Hendry          | n/a                  | Ken Doherty             | Mark Wildman   | n/a                   |
| 1998 | John Higgins            | n/a                  | Mark Williams           | Jimmy White    | Jonathan Martin       |
| 1999 | John Higgins            | Marco Fu             | Stephen Hendry          | n/a            | Jim Elkins            |
| 2000 | Mark Williams           | n/a                  | Joe Swail               | Steve Davis    | David Vine Len Ganley |
| 2001 | Ronnie O’Sullivan       | Shaun Murphy         | Paul Hunter             | John Dee       | n/a                   |
| 2002 | Peter Ebdon             | Ryan Day             | Peter Ebdon             | n/a            | John Williams         |
| 2003 | Mark Williams           | n/a                  | Ken Doherty             | n/a            | nicht vergeben        |
| 2004 | Ronnie O’Sullivan       | Stephen Maguire      | Jimmy White             | Peter Dyke     | nicht vergeben        |
| 2005 | Ronnie O’Sullivan       | Ding Junhui          | Shaun Murphy            | John Spencer   | nicht vergeben        |
| 2006 | John Higgins            | Michael White        | Graeme Dott             | Richard Balani | nicht vergeben        |
| 2007 | Neil Robertson          | Jamie Cope           | Andrew Higginson        | Clive Everton  | nicht vergeben        |
| 2008 | Ronnie O’Sullivan       | Liang Wenbo          | Mark Selby              | Barry Hearn    | nicht vergeben        |

### Seit 2011
| Jahr | Player of the Year   | Player of the Year  | Player of the Year | Rookie of the Year | Performance of the Year | Magic Moment of the Year | Breakthrough Player of the Year | Special Award    |
| Jahr | World Snooker (Tour) | Snooker Journalists | Fans               | Rookie of the Year | Performance of the Year | Magic Moment of the Year | Breakthrough Player of the Year | Special Award    |
| ---- | -------------------- | ------------------- | ------------------ | ------------------ | ----------------------- | ------------------------ | ------------------------------- | ---------------- |
| 2011 | John Higgins         | John Higgins        | Judd Trump         | Jack Lisowski      | Judd Trump              | Rory McLeod              | nicht vergeben                  | Mark Williams 1  |
| 2012 | Ronnie O’Sullivan    | Ronnie O’Sullivan   | Judd Trump         | Luca Brecel        | Stuart Bingham          | Stephen Hendry           | nicht vergeben                  | nicht vergeben   |
| 2013 | Mark Selby           | Mark Selby          | Mark Selby         | Ian Burns          | Ronnie O’Sullivan       | Jimmy Robertson          | nicht vergeben                  | nicht vergeben   |
| 2014 | Ronnie O’Sullivan    | Ding Junhui         | Ronnie O’Sullivan  | John Astley        | Mark Selby              | Mark Selby               | nicht vergeben                  | Neil Robertson 2 |
| 2015 | Stuart Bingham       | Stuart Bingham      | Judd Trump         | Oliver Lines       | Joe Perry               | Ronnie O’Sullivan        | nicht vergeben                  | nicht vergeben   |
| 2016 | John Higgins         | Mark Selby          | Ronnie O’Sullivan  | Darryl Hill        | Mark Selby              | Ali Carter               | nicht vergeben                  | Steve Davis 3    |
| 2017 | Mark Selby           | Mark Selby          | Mark Selby         | Yan Bingtao        | Anthony Hamilton        | Mark King                | nicht vergeben                  | nicht vergeben   |
| 2018 | Ronnie O’Sullivan    | Mark Williams       | Ronnie O’Sullivan  | Xu Si              | Mark Williams           | Michael Georgiou         | nicht vergeben                  | nicht vergeben   |
| 2019 | Judd Trump           | Judd Trump          | Ronnie O’Sullivan  | Joe O’Connor       | James Cahill            | Ronnie O’Sullivan        | nicht vergeben                  | nicht vergeben   |
| 2020 | Judd Trump           | Judd Trump          | Judd Trump         | Louis Heathcote    | Ronnie O’Sullivan       | John Higgins             | nicht vergeben                  | nicht vergeben   |
| 2021 | Judd Trump           | Mark Selby          | Judd Trump         | Pang Junxu         | Mark Selby              | Neil Robertson           | nicht vergeben                  | nicht vergeben   |
| 2022 | Neil Robertson       | Ronnie O’Sullivan   | Zhao Xintong       | Wu Yize            | Ronnie O’Sullivan       | Neil Robertson           | nicht vergeben                  | nicht vergeben   |
| 2023 | Mark Allen           | Mark Allen          | Mark Allen         | Julien Leclercq    | Luca Brecel             | Mark Selby               | Si Jiahui                       | nicht vergeben   |
| 2024 | Ronnie O’Sullivan    | Ronnie O’Sullivan   | Ronnie O’Sullivan  | He Guoqiang        | Kyren Wilson            | Shaun Murphy             | Zhang Anda                      | nicht vergeben   |
| 2025 | Judd Trump           | Kyren Wilson        | Judd Trump         | Bai Yulu           | Zhao Xintong            | Judd Trump               | Xiao Guodong                    | nicht vergeben   |